# Otvický potok
Otvický potok (též Hutní potok) je drobný vodní tok v okrese Chomutov. Potok byl dlouhý 16,6 km, plocha povodí měřila 45 km² a průměrný průtok v ústí byl 0,03 m³/s. Původně pramenil severně od Chomutova v nadmořské výšce 382 metrů a ústil zprava do Bíliny nedaleko Komořan v nadmořské výšce 230 metrů. V důsledku těžby hnědého uhlí byl výrazně zkrácen a část toku přeložena. Spravuje ho státní podnik Povodí Ohře.
Dnes vzniká pod výpustí Velkého otvického rybníka a vzápětí protéká Prostředním rybníkem a pod ním ještě Otvickým rybníkem. Dále protéká Otvicemi, za kterými ho kříží zaniklá železniční trať, a Zaječicemi. Za nimi se obrací k severu a vzápětí vtéká do vodní nádrže Zaječice. Pod nádrží pokračuje asi 300 metrů dlouhým betonovým korytem, kterým se vlévá do vodní nádrže Újezd. Na některých mapách je popsaný tok označen jako Hutní potok I a Otvický potok podle nich protéká severně od Otvic a vlévá se přímo do zaječické nádrže.